# 毒薬と老嬢 (映画)
『毒薬と老嬢』（どくやくとろうじょう、Arsenic and Old Lace）とは、1944年公開のアメリカ合衆国のブラック・コメディ映画。

## 概要
ジョセフ・ケッセルリングの同名戯曲『毒薬と老嬢』をジュリアス・J・エプスタイン、フィリップ・G・エプスタインが脚色し、フランク・キャプラが監督した。主演はケーリー・グラント。
舞台版のプロデューサーとはブロードウェイでの公演が終わるまで公開しないという契約で、公開日を1942年9月30日に予定していたが、舞台が3年半のロングランとなり、1944年まで公開できなかった。
主人公モーティマー・ブルースターの役には当初ボブ・ホープが検討されたが、ホープとパラマウントとの契約上それは叶わなかった。グラントが受ける前、キャプラはジャック・ベニーやロナルド・レーガンにも声をかけていた。「ボリス・カーロフに顔がそっくり」なジョナサン・ブルースター役は、ブロードウェイではボリス・カーロフ本人が演じていたが、撮影で舞台に出られなくなるとチケットが売れなくなると危惧するプロデューサーのために出演を見合わせた。その代わり、映画の中で自分の名前を使うことは許可した。映画ではレイモンド・マッセイがその役を演じた。映画版には他にプリシラ・レイン、ジャック・カーソン、エドワード・エヴァレット・ホートン、ピーター・ローレが出演した。
叔母のブルースター姉妹アビーとマーサを演じるジョセフィン・ハルとジーン・アデーア、それにテディを演じるジョン・アレグザンダーは1941年から舞台で同じ役を演じていた。ハルとアデーアは舞台を休んで撮影に臨み、その間も舞台は上演され続けた。撮影期間は8ヶ月、制作費は約120万ドル。

## あらすじ
ハロウィンの日。神父の娘エレインと結婚したばかりの演劇評論家モーティマー・ブルースターは、新婚旅行でナイアガラに旅立つ前に、ブルックリンにある叔母の家に挨拶に行く。そこには叔母のアビーとマーサ、それに自分のことをテディ・ルーズベルト大統領だと信じている兄弟が住んでいた。
モーティマーは窓際の椅子の下に見知らぬ男の死体を発見。叔母たちを問いただすと、身寄りのないメソジストの老人で、可哀想に思い毒入りワインで毒殺したのだという。しかも、殺したのは彼だけではない。これまでに11人、部屋を借りに来た老人たちを殺害し、地下室に埋めていた。
モーティマーは新婚旅行どころではなくなる。これ以上の殺人を止めさせようと、死体の墓掘りに利用されているテディを療養所へ緊急入院させるべく奔走する。
そんなところへもう1人の兄弟、連続殺人鬼のジョナサンが整形外科医であるアインスタイン博士、それに殺したばかりの死体と一緒に戻ってくる。ジョナサンは死体を地下室に埋め、ボリス・カーロフそっくりに変えられた顔を別の顔に整形するつもりだった。
タクシーを待たせたまま、いっこうに新婚旅行に発とうとしないモーティマーを不審がって、エレインが家を訪ねてくる。さらに、劇作家志望のオハラ巡査、テディを引き取りに来た療養院のウィザースプーン氏が入れ代わり立ち代わり家を訪れ、シッチャカメッチャカの状態になる。
最終的に、指名手配中のジョナサンは警察に逮捕され、叔母2人とテディは療養院に入院が決まる。最後に叔母がモーティマーに今まで隠していた秘密を打ち明ける。モーティマーはブルースター家の人間ではなく、コックの子供だったのだ。モーティマーはやっと新妻と新婚旅行に出かけることができた。

## キャスト
| 役名                                 | 俳優                               | 日本語吹替                     |
| 役名                                 | 俳優                               | NET版                          |
| ------------------------------------ | ---------------------------------- | ------------------------------ |
| モーティマー・ブルースター           | ケーリー・グラント                 | 田口計                         |
| エレイン・ハーバー・ブルースター     | プリシラ・レイン                   | 栗葉子                         |
| アビー・ブルースター                 | ジョセフィン・ハル                 | 河村久子                       |
| マーシャ・ブルースター               | ジーン・アデーア                   | 北原文枝                       |
| ジョナサン・ブルースター             | レイモンド・マッセイ               | 保科三良                       |
| アインスタイン博士                   | ピーター・ローレ                   | 加茂嘉久                       |
| "テディ・ルーズベルト”・ブルースター | ジョン・アレグザンダー             |                                |
| オハラ巡査                           | ジャック・カーソン                 |                                |
| サンダース巡査                       | ジョン・リッジリー                 |                                |
| ブロフィー巡査部長                   | エドワード・マクナマラ             |                                |
| ルーニー警部補                       | ジェームズ・グリースン             |                                |
| ウィザースプーン氏                   | エドワード・エヴァレット・ホートン |                                |
| ハーパー神父                         | グラント・ミッチェル               |                                |
| カルマン判事                         | ヴォーン・グレイザー               |                                |
| ギルクリス医師                       | チェスター・クルート               |                                |
| ギブス                               | エドワード・マクウェイド           |                                |
| タクシー運転手                       | ギャリー・オーウェン               |                                |
| 新聞記者1                            | チャールズ・レイン                 |                                |
| 新聞記者2                            | ハンク・マン                       |                                |
| 役所の婚姻係                         | スペンサー・チャーターズ           |                                |
| 日本語スタッフ                       |                                    |                                |
| 演出                                 |                                    |                                |
| 翻訳                                 |                                    |                                |
| 効果                                 |                                    |                                |
| 調整                                 |                                    |                                |
| 制作                                 |                                    |                                |
| 解説                                 | 解説                               | 淀川長治                       |
| 初回放送                             | 初回放送                           | 1967年12月3日 『日曜洋画劇場』 |

## 興行収入
ワーナーブラザーズによると、国内で2,836,000ドル、海外で1,948,000ドルの興行収入を得た。

## 評価
公開当時の批評はどこも肯定的だった。『ニューヨーク・タイムズ』紙は「全体として、昨日ストランド劇場で上映したワーナー映画『毒薬と老嬢』はとてもぞっとして愉快だった」。『バラエティ』誌は「凝ったものではないが、キャプラ作品は原作戯曲のカラーと精神を汲み上げ、一方、有能な脚本家チーム、ジュリアス・J＆フィリップ・G・エプスタインは効率的でタイトに凝縮された脚本に仕上げている。キャプラならではの知的な演出で完全なものになった」。『Harrison's Reports』誌は「爆笑エンターテイメント。今年の興行収入上位になること間違いなし」。『ザ・ニューヨーカー』誌のジョン・ラードナーは「舞台同様、映画になっても笑える。本当に笑える」
公開から24年後、チャールズ・ハイアムとジョエル・グリーンバーグはその著書『Hollywood in the Forties 』でこう書いている。「フランク・キャプラは『毒薬と老嬢』をより誇張した緊迫感あるものにした」
アメリカン・フィルム・インスティチュートはこの映画をアメリカ喜劇映画ベスト100の30位に選出した。
キャプラ研究家のマシュー・C・ガンターは、戯曲と映画の深いテーマは（ブルースター家の人間が要求する）何をするのも自由ということとアメリカの血なまぐさい過去との対立である、と主張している